# Homerokentron
Homerokentron, homerokenton - szczególny rodzaj centonu, czyli poematu skompilowanego w całości z cytatów znanych utworów, charakteryzujący się tym, że był zbudowany wyłącznie z wierszy Homera. 
Homerokentrony popularne były w późnej starożytności, zwłaszcza w Grecji. Zachowany, pochodzący z I połowy V w. homerokentron o życiu Jezusa, liczący 2 343 heksametry, przypisywany jest ceasarzowej Eudoksji, żonie Teodozjusza II.